# Pegasus Airlines-vlucht 2193
Pegasus Airlines-vlucht 2193 was een binnenlandse lijnvlucht (vluchtnummer PC2193) van Luchthaven İzmir Adnan Menderes naar Luchthaven Istanboel Sabiha Gökçen in Turkije. Op 5 februari 2020 verongelukte de Boeing 737-800 na een harde landing. 179 passagiers raakten gewond en er vielen drie doden. Daarmee was dit het eerste dodelijke ongeval van de vliegtuigmaatschappij.

## Vlucht
Pegasus Airlines-vlucht 2193 was een vlucht uitgevoerd met een Boeing 737-800 vanaf de Luchthaven İzmir Adnan Menderes in İzmir, het zuidwesten van Turkije, naar Luchthaven Istanboel Sabiha Gökçen in Istanboel. Na de landing gleed het vliegtuig door nog onbekende oorzaak van de landingsbaan en belandde in een greppel van enkele tientallen meters. Het vliegtuig brak in drie stukken en vatte vlam.
Het toestel van Pegasus Airlines met registratienummer "TC-IZK" werd in 2009 door Boeing gebouwd, en in 2016 aangeschaft door Pegasus Airlines.